# Домиде, Флавиус
Флавиус Домиде (рум. Flavius Domide; род. 11 мая 1946, Арад, Румыния) — румынский футболист, нападающий. Выступал за сборную Румынии, участвовал в Чемпионате мира по футболу 1970.

## Карьера
Начал карьеру в 1959 году в молодежном клубе «УТА» из города Арад. Там провел 7 лет вплоть до 1966 года.

В 1966 году перешел в основной состав. Там играл на протяжении 13 лет, за это время провел 342 матча, в которых забил 75 голов. В 1979 завершил клубную карьеру.

Играл в национальной сборной с 1968 по 1972 год. За это время провел 18 матчей, в которых забил 3 раза. Участвовал в чемпионате мира 1970 года.

В 1983 стал тренером клуба «УТА», который тренировал в течение 1 года.

В 1990 вновь вернулся в ФК «УТА», который тренировал до 1991 года. В 1991 году завершил тренерскую карьеру.

## Награды

### Как игрок
УТА
- Чемпионат Румынии
- Победитель (2): 1968–69, 1969–70